# Ratolí marsupial de musell estret
El ratolí marsupial de musell estret (Planigale tenuirostris) és una espècie de marsupial carnívor molt petit de la família dels dasiúrids. Es diferencia de la resta d'espècies de Planigale en el seu color més vermellós i la seva mida més petita; només el ratolí marsupial d'Ingram és més petit.